# Dorysthenes fossatus
Dorysthenes fossatus är en skalbaggsart som först beskrevs av Francis Polkinghorne Pascoe 1857.  Dorysthenes fossatus ingår i släktet Dorysthenes och familjen långhorningar. Inga underarter finns listade i Catalogue of Life.